# Arie van Gemert
Arie van Gemert, né à Dordrecht, le 23 mars 1929 et mort en juin 2024, est un ancien arbitre néerlandais de football.

## Carrière
Il a officié dans des compétitions majeures  :
- Coupe d'Europe des vainqueurs de coupe de football 1973-1974 (finale)
- Coupe du monde de football de 1974 (1 match)